# Lestrimelitta glabrata
Lestrimelitta glabrata är en biart som beskrevs av Camargo och Jesus Santiago Moure 1990. Lestrimelitta glabrata ingår i släktet Lestrimelitta och familjen långtungebin. Inga underarter finns listade i Catalogue of Life.